# シェリー・ネザーランド・ホテル
シェリー・ネザーランド・ホテル（英語: The Sherry-Netherland）は、ニューヨーク市、マンハッタン区アッパーイーストサイド5番街にあるアパートメントホテル。シュルツ・アンド・ウェーバーおよびブッフマン・アンド・カーンにより設計・建設された建物で、560.01フィート（170.69メートル）と開業当時ニューヨーク市で最も高いホテルとして知られていた。建物はアッパーイーストサイドの歴史地区にある。

## 概要

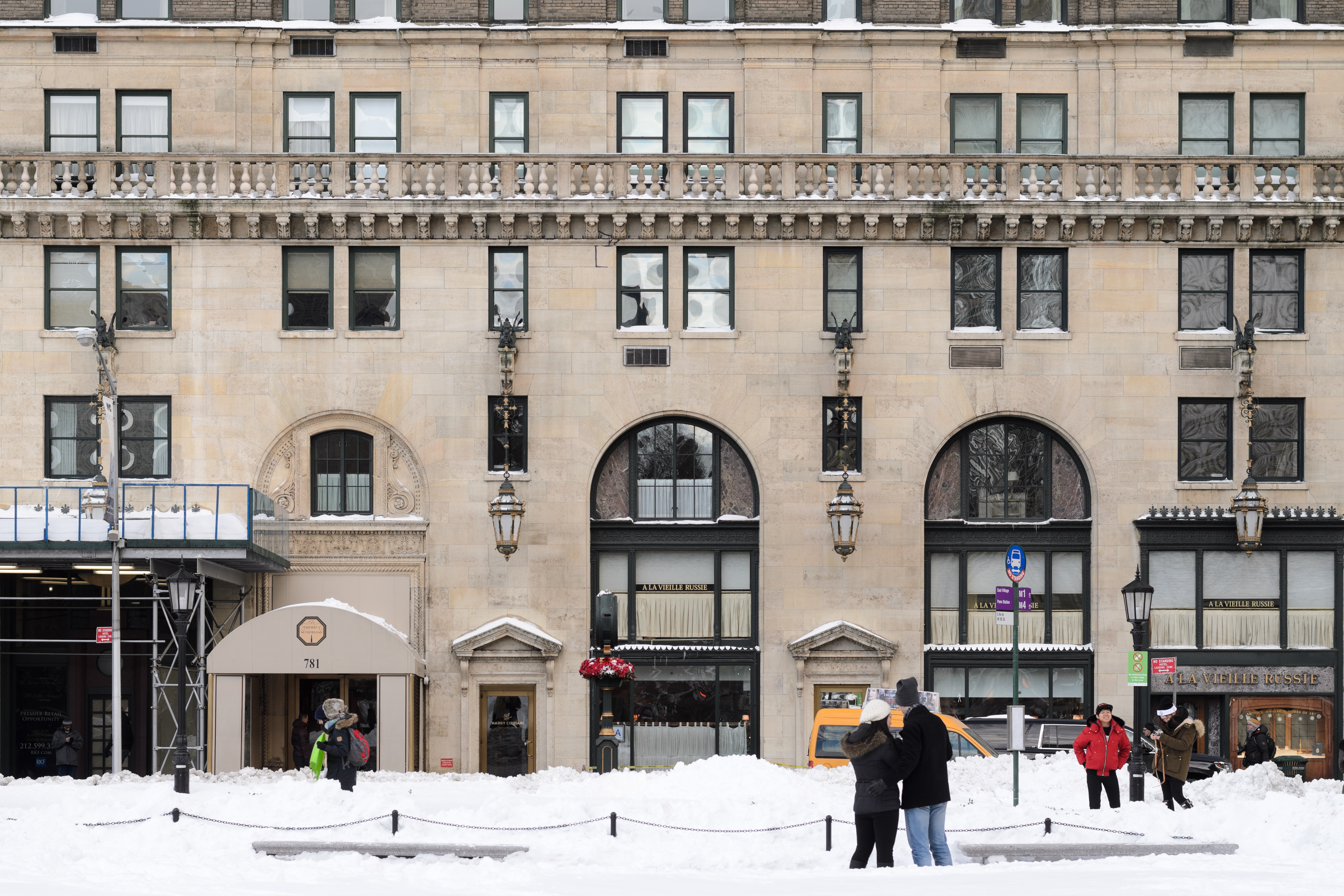
ホテルのファサード (2016)

ホテルには50の部屋とスイートルームがあり、24階以降は1フロアに1部屋しかない。ネオロマネスク/ネオゴシック建築の屋根にはガーゴイルが配されており、それが給水塔を覆い隠している。

## 歴史

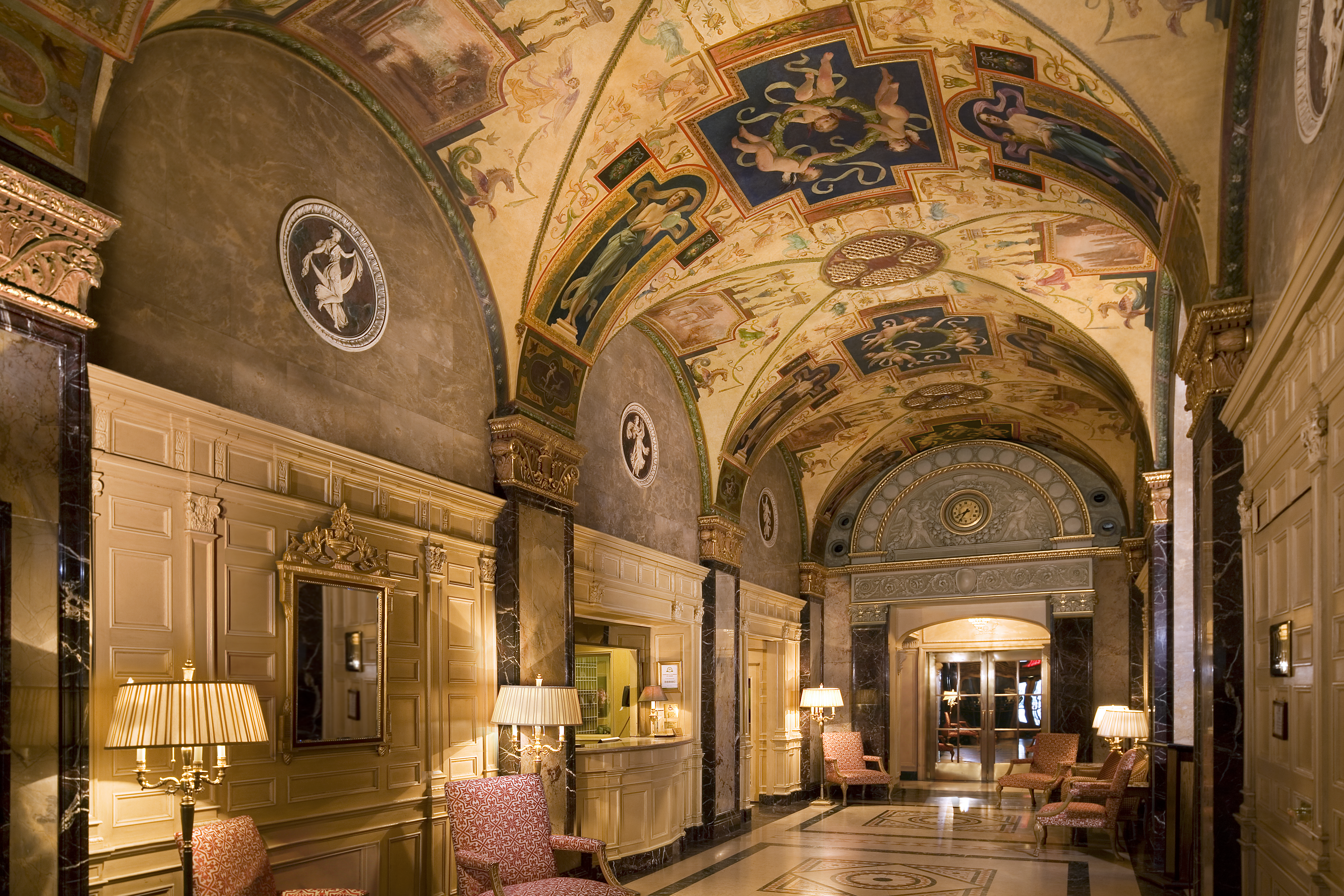
改修されたロビー (2014)

現在のホテルが建つ場所には、かつてホテルニューネザーランドが建てられていた。同ホテルが5番街の別の場所に移転したのち、1926年冬に旧ホテルは取り壊され、新ホテルが起工された。しかし、完成間近だった1927年4月12日に木製の足場が燃えて、上層部が火災に見舞われている。この火災は12時間にわたり燃え続け、遠くロングアイランドからでも見ることができたという。結果として、この火災は高層ビル火災の消火方法についての討論に火をつけたという。
また建設当時、5番街の斜め向かいにあったヴァンダービルト邸が取り壊しの予定になっていた。その邸宅から石灰岩の高浮彫造りの車寄せと、装飾用のフリーズのラウンデルが、金メッキのルネサンス調の柱頭に大理石をあしらった付柱とジャコビアン調の長方形模様であしらわれた新ホテルの交差ヴォールト型のロビーに設置された。当時の禁酒法の影響で、ホテルのレストラン部分は戦前のホテルよりも小さく設計された。
建設もほぼ完成に近づいた1927年3月、ホテルはウォルドルフ＝アストリアなども運営する著名なホテル運営者ルシウス・ブーマーのブーマー=デュポン・プロパティ社の子会社である、ルイス・シェリー社ルイス・シェリー社に買い取られた。ルイス・シェリーはアイスクリームなどの菓子で有名なレストラン経営者で、44番街と5番街に「Sherry's」という店を構えていたが、禁酒法の影響で同店は閉鎖されていた。ルイス本人はこのホテル事業に携わる前に亡くなっている。
開業後の1949年、ホテルはフロイド・オドルムとボイド・ハッチのアトラス・コーポレーションに売却された。
後年、ニューヨーク市歴史建造物保存委員会が1981年5月19日にアッパーイーストサイド歴史地区を制定した際、ホテルはその境界内に組み込まれた。
2014年、ホテルのロビーの天井フレスコ画がEvergreene Architectural Artsによって復元された。このフレスコ画はバチカン市国にあるラファエロのビビエナ枢機卿のロゲッタを参考に作成された。この手法は1920年代に芸術家ジョセフ・アルタによって確立されていた。